# Tschappina
Tschappina (Reto-Romaans: Tschupegna; Italiaans (verouderd): Ciappina) is een gemeente en plaats in het Zwitserse kanton Graubünden, en maakt deel uit van het district Hinterrhein.
Tschappina telt 160 inwoners.